# 肛欲期
肛欲期，又稱肛門期，在佛洛伊德的性心理发展理论中，形容小孩過了口欲期，到了約18至36個月大的時候，感受到刺激肛門時帶來的新奇感覺。在這時期會發現自己會產生糞便，而很興奮，這時就是家長教小孩到馬桶上廁所的時候。如果小孩在肛欲期得不到滿足便很容易在長大後出現肛門性格，如吝嗇、頑固、倔強，以及很容易會有潔癖。
佛洛伊德認為這個是人類生長的第二個時期，接著便會到性蕾期。